# Lech Zawadzki
Lech Antoni Władysław Zawadzki, właśc. Büthner-Zawadzki herbu Zawadzki czasami przez heraldyków zwany Ostoja odm. (ur. 6 lipca 1903 w Kościanie, zm. wiosna 1940 w Charkowie) – polski prawnik, sędzia, adwokat, podporucznik piechoty rezerwy Wojska Polskiego, ofiara zbrodni katyńskiej.

## Życiorys
Syn Józefa (1866–1915) i Haliny z domu Leitgeber (1878–1930). W 1922 ukończył Gimnazjum św. Marii Magdaleny w Poznaniu, a następnie w 1931 został absolwentem Wydziału Prawno-Ekonomicznego Uniwersytetu Poznańskiego, uzyskując tytuł magistra. Pracował jako sędzia i adwokat. W 1939 został dyrektorem Zrzeszenia Giełd Pieniężnych w Warszawie (jego syn podał, że Lech Zawadzki w sierpniu 1939 został dyrektorem warszawskich giełd zbożowych).
W Wojsku Polskim został awansowany do stopnia podporucznika piechoty rezerwy ze starszeństwem z 1 stycznia 1932, w latach 1929–1933 był przydzielony do 69 Pułk Piechoty (garnizon Gniezno) i w latach 1936–1938 do 60 Pułku Piechoty Wielkopolskiej (garnizon Ostrów Wielkopolski), w których przechodził ćwiczenia rezerwy.
Po wybuchu II wojny światowej i agresji ZSRR na Polskę z 17 września 1939, w nieznanych okolicznościach dostał się do niewoli sowieckiej. Przebywał w obozie w Starobielsku. Wiosną 1940 został zamordowany przez funkcjonariuszy NKWD w Charkowie i pogrzebany potajemnie w bezimiennej mogile zbiorowej w Piatichatkach, gdzie od 17 czerwca 2000 mieści się oficjalnie Cmentarz Ofiar Totalitaryzmu w Charkowie. Figuruje na Liście Starobielskiej NKWD pod poz. 188(288). 
Jego żoną była Maria z domu Kęszycka herbu Nałęcz (1911–1998), córka Daniela Kęszyckiego, z którą miał synów Marcina (1937-) i Aleksandra (1939–2010)

## Upamiętnienie
5 października 2007 minister obrony narodowej Aleksander Szczygło mianował go pośmiertnie na stopień porucznika. Awans został ogłoszony 9 listopada 2007 w Warszawie, w trakcie uroczystości „Katyń Pamiętamy – Uczcijmy Pamięć Bohaterów”.